# Chromatographie liquide bidimensionnelle

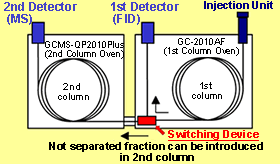
Chromatographie bidimensionnelle (GCxGC)

La chromatographie bidimensionnelle (ou deux dimensions) résulte du couplage de deux séparations chromatographiques de nature différente dans le but de séparer des mélanges complexes de substances similaires.
Le principe est de découper le premier chromatogramme en plages de quelques secondes (cinq à dix). Tous les composés élués durant chacune de ces plages sont ensuite soumis à une nouvelle chromatographie dont les critères de séparation diffèrent de la première.
Bien que le principe de cette technique remonte à plusieurs années[Quand ?], les moyens informatiques (principalement la puissance de traitement des ordinateurs) permettant l'analyse des résultats sont récents[Quand ?].
Cette procédure peut être appliquée à la chromatographie sur colonne (regroupant notamment l'HPLC et la CPG) et à la chromatographie planaire (qui recouvre la CCM et la chromatographie sur papier).
Dans le cas de la chromatographie planaire, celle-ci s'effectue en deux étapes entre lesquelles on change de solvant et on tourne le papier de 90°. Les interactions développées par le nouveau solvant seront différentes, ce qui modifiera la séparation dans cette deuxième dimension et permettra une meilleure séparation globale.

## Histoire
La première apparition de la chromatographie multidimensionnelle date de l’invention du premier type de chromatographie. Au début du XXe siècle, Mikhail Tswett a inventé le premier type de chromatographie en phase liquide, plus connu  aujourd’hui sous le nom de « chromatographie sur colonne classique ». Tswett avait remarqué, après avoir fait la première séparation, qu’il était possible de changer l’éluant et de recommencer la séparation. Depuis, le domaine de la chromatographie multidimensionnelle a été élargi. Parmi les différentes combinaisons possibles, les plus utilisées sont : SECxLC, soit la chromatographie d’exclusion avec la chromatographie liquide en phase normale (NP) ou en phase inverse (RP) (Size Exclusion Chromatography x Liquid Chromatography – Normal Phase ou Reversed Phase).

## But
La chromatographie en phase liquide a un faible pouvoir de séparation ainsi qu’une sélectivité limitée de sa phase stationnaire, cette technique ne permet pas la séparation complète des composés, surtout des composés complexes. Le nombre de pics théoriques pouvant être séparés est influencé par le nombre de plateaux (N) de manière proportionnelle. En diminuant la taille des particules, il est possible d’augmenter le nombre de plateaux. Cependant, une augmentation des plateaux peut mener à une amplification de la pression de façon considérable qui dépasse la limite des appareils monodimensionnels utilisés pour la séparation. Ceci a mené à l’élaboration de la méthode de la chromatographie multidimensionnelle en combinant plusieurs techniques de séparations pour la division des analytes. Ainsi, le but principal de la chromatographie multidimensionnelle est l’augmentation de la capacité de séparation, soit le nombre de pics pouvant être résolus par unité de temps,,.

## Principe de base
Il y a deux approches pour la chromatographie multidimensionnelle, soit la technique de prélèvement d’une fraction (heart cutting) ou la technique de prélèvement global (compréhensive). Après avoir passé une première séparation, comme dans une chromatographie monodimensionnelle, l’approche par prélèvement d’une fraction sélectionne une ou plusieurs fractions de l’analyte qui est d’intérêt pour l’analyse et le soumet à une deuxième séparation (ou plus) similaire ou distincte de la première. L’approche par prélèvement d’une fraction est souvent utilisée pour la séparation des énantiomères. La première séparation permet la séparation des diastéréoisomères. La deuxième technique qui est énantiosélective sépare les énantiomères. L’approche par prélèvement global, toutefois, sélectionne tout l’analyte qui est aussi infligé à une deuxième séparation (ou plus). Chacune des approches ont deux modes possibles : en ligne (online) ou hors ligne (offline). Le mode en ligne relie les différentes dimensions de séparation directement et l’éluant est transféré aux dimensions subséquentes. Cependant, le mode hors ligne nécessite une intervention manuelle où les fractions de la première séparation sont isolées du solvant, re-dissoutes et soumises à une deuxième séparation,.
Dans le domaine de la chromatographie multidimensionnelle, la chromatographie bidimensionnelle est la méthode la plus commune qui, généralement, utilise une approche par prélèvement global et un mode en ligne, ce qui est représenté à la figure trouvée à la section suivante. L’analyte est injecté par l’échantillonneur automatique et il est transféré dans la colonne 1D où il se sépare, selon son affinité avec la phase stationnaire. L’éluant de la première colonne est envoyé au système de valves jusqu’à ce que la boucle soit remplie. Une fois que cette dernière est remplie, les vannes appropriées s’ouvrent pour permettre à l’éluant de passer à la colonne 2D. Finalement, l’analyte est envoyé au détecteur (majoritairement UV) où un chromatogramme est produit. Il est important de noter que le système de vanne à un caractère sélectif afin de permettre la sélection de la fraction d’analyte désiré.
Le temps de rétention des analytes dépend de leur interaction entre la phase mobile et la phase stationnaire. La séparation est dépendante des différentes forces intermoléculaires comme la dispersion, un dipôle-dipôle induit, les ponts hydrogène et les interactions ioniques. Ainsi, la combinaison des types de séparation choisie dépend de ces interactions. Les types de chromatographie en phase liquide pouvant être combinés entre eux sont la chromatographie d’absorption, de partage, d’affinité, par échange d’ions (IEC), d’exclusion stérique (SEC), de paires d’ions, d’échange de ligands, en phase inverse (RP), en phase normale (NP) et autres.

## Appareil

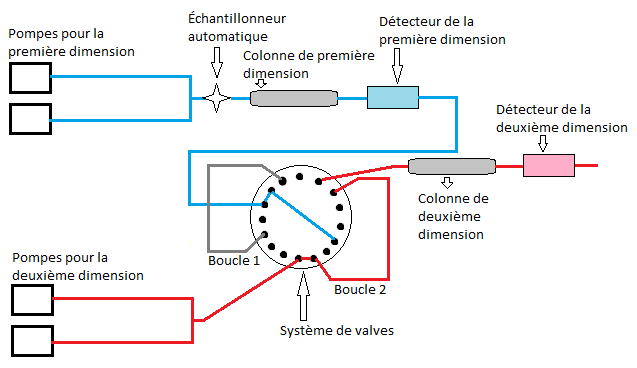
Les différentes parties d’un appareil de chromatographie bidimensionnelle.

Les différentes parties d’un appareil pour la chromatographie bidimensionnelle est très similaire à la chromatographie en phase liquide monodimensionnelle. Il comprend un injecteur, deux colonnes, deux systèmes de  valves, deux détecteurs et deux pompes de gradient servant à faire progresser l’éluant dans les colonnes.
Les colonnes utilisées lors de la chromatographie dépendent du type d’analytes contenu dans l’échantillon à séparer. Tout comme en chromatographie liquide monodimensionnelle, le type de la phase stationnaire, la polarité de la phase stationnaire, la longueur de la colonne, la grosseur de la colonne sont des paramètres qui peuvent être changés afin d’améliorer la résolution des pics du chromatogramme produit.
D’autres facteurs peuvent être modifiés afin d’améliorer le nombre de plateau qui améliorera la résolution de la séparation comme la température, la grosseur des particules de la phase mobile, la longueur de la colonne, la largeur de la colonne, le débit et l’utilisation d’un gradient d’élution.
Différents détecteurs qui ont été mis au point pour la chromatographie liquide monodimensionnelle sont aussi utilisés pour la chromatographie bidimensionnelle. Les détecteurs sont choisis en fonction des fractions d’analyte voulu. Par exemple, un détecteur UV ne pourra pas être employé si les analytes n’absorbent pas les rayons ultraviolets. Il existe deux types de détecteur soit les détecteurs destructifs et les détecteurs non destructifs. Contrairement aux détecteurs non destructifs, lorsque les détecteurs destructifs sont employés, il n’est pas possible de récupérer la fraction d’analyte parce que cette dernière sera détruite. Chaque détecteur possède des limitations qui peuvent limiter leurs utilisations selon les analytes des échantillons. Par exemple, la MS est limitée aux polymères polaires et relativement petits. En chromatographie bidimensionnelle, le détecteur le plus utilisé est l’ultraviolet.

## Séparation des polymères synthétiques et des biopolymères
De manière générale, la séparation de polymères synthétiques et biopolymères est faite à l’aide de SECxNP ou de SECxRP. Au départ, la SEC est utilisée pour la chromatographie à une dimension et la NP ou la RP sont utilisées comme deuxième dimension. Puisque les gradients d’élution permettent de maximiser la séparation de la première dimension, l’ordre des techniques peut être inversé. Cependant, cet ordre inversé désavantage la séparation vu qu’il y a une augmentation de la durée totale de l’analyse. La combinaison SECxNP ou SECxRP permet une bonne séparation puisque la technique SEC sépare les polymères synthétiques et biopolymères en fonction de la grosseur des particules. Cependant, après une première séparation, il y a toujours des composés ayant des grosseurs semblables et donc une deuxième séparation est nécessaire.
La RP et la NP sont utilisées puisqu’elles séparent les analytes selon leur caractère hydrophobe et leur polarité. Toutefois, pour les polymères synthétiques la NP est plus fréquemment utilisée puisque plusieurs d’entre eux sont solubles dans des solvants organiques. Par contre, la RP est utilisée lorsque les polymères synthétiques sont solubles dans l’eau. Lorsque la NP est employée, la colonne utilisée est celle de silice et pour la RP est celle de silice octadécyle, où l’utilisation d’un gradient n’est pas toujours nécessaire. Pour la première séparation des polymères synthétiques et biopolymères, le solvant le plus fréquemment utilisé en SEC est le tétrahydrofurane. Pour la séparation de polymères synthétiques et biopolymères, les détecteurs généralement utilisé sont : l’ultraviolet, le détecteur par diffusion de la lumière par évaporation (ELS, evaporative light scattering) et le détecteur de spectrométrie de masse (MS),.

## Avantages et désavantages
L’avantage le plus marqué de la chromatographie bidimensionnelle comparativement à la monodimensionnelle est la possibilité de traiter des échantillons contenant des milliers d’analytes très complexes, et ce, dans un temps relativement court. Un des désavantages de la technique est de trouver une phase mobile qui ne détériore pas les deux colonnes utilisées.  Par exemple, la phase mobile ne doit pas interagir avec l’échantillon ni avec la phase stationnaire et ne doit pas faire varier la pression au-delà de celle permise par la colonne.